# Francisco Aguado

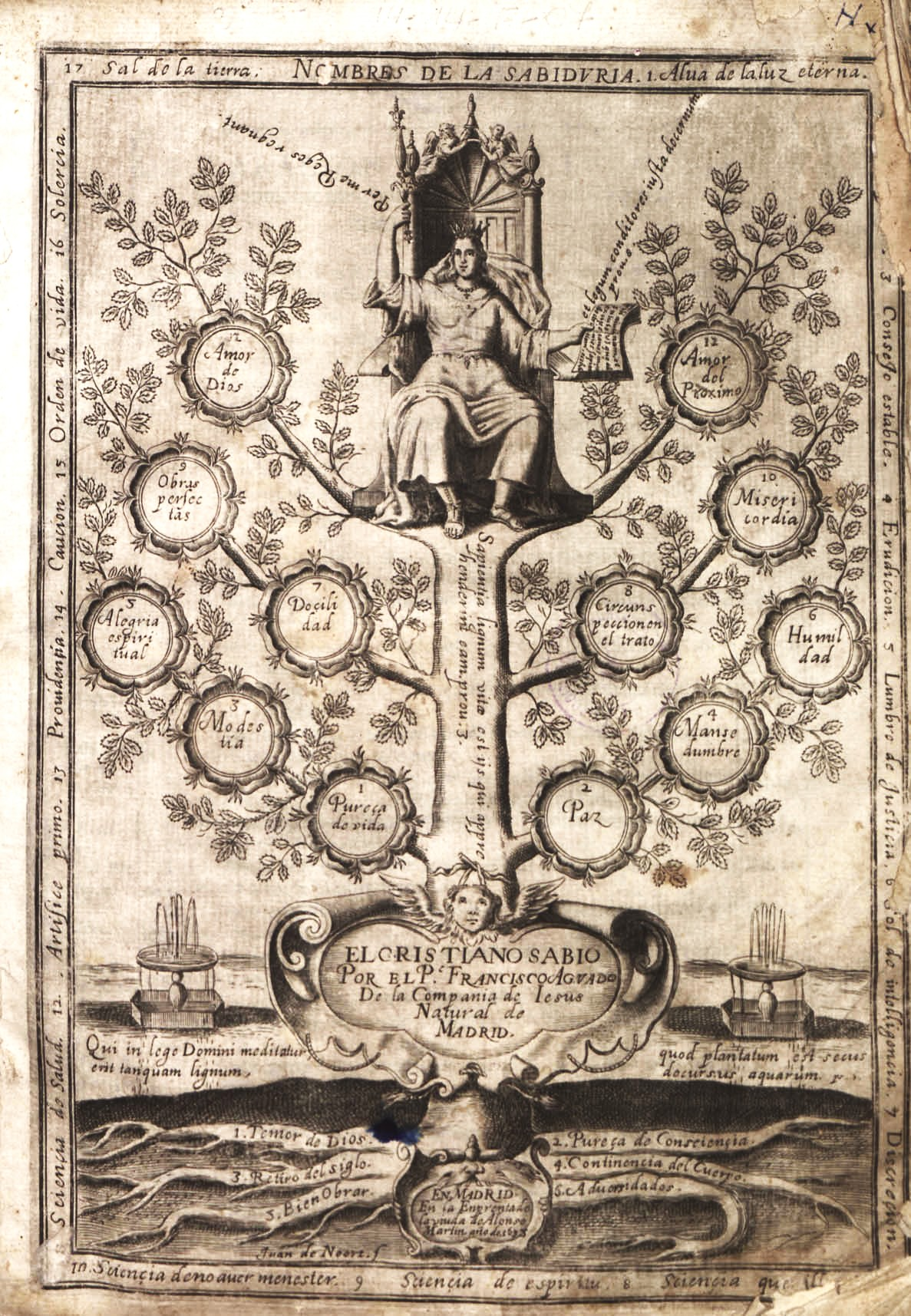
Juan de Noort, lámina de portada de El cristiano sabio, en Madrid, por la viuda de Alonso Martín, 1633. Biblioteca Digital de la Comunidad de Madrid.

Francisco Aguado (Torrejón de Ardoz, 11 de octubre de 1571 o 1572-Madrid, 30 de enero de 1654) fue un jesuita español y escritor ascético, confesor del conde-duque de Olivares y predicador real. Su biografía fue escrita por su discípulo, Alonso de Andrade.
Nacido en Torrejón el 11 de octubre de 1571 o, según las fuentes, de 1572, huérfano de padre a los seis años, fue educado por su madre, natural de Fuenlabrada y mujer devota. Se crio débil y con mala salud, según refería él mismo por haber recibido una coz de un buey al que se arrimó cuando comenzaba a dar sus primeros pasos, mala salud que le acompañó durante toda su vida adulta. Al tiempo de iniciar sus estudios de gramática, por no haberlos en Torrejón, su madre puso en manos de arrendatarios sus tierras y se trasladó a Madrid con él para que estudiase en el Colegio de la Compañía. Completados los estudios de latinidad, pasó a estudiar filosofía y teología en la Universidad de Alcalá, graduándose de maestro en Artes en 1589. De sus años de estudiante en Alcalá, en los que tuvo como maestros, entre otros, a Francisco Suárez y Gabriel Vásquez, dice Andrade que, aunque muy piadoso y mortificado, «no era tétrico, ni melancólico, ni afectaba tristeza [...] antes era apacible, jovial, y amigable».
Ingresó en la Compañía de Jesús el 12 de abril de 1589. Pasó luego a cursar el noviciado en la Casa de Probación de Villarejo de Fuentes, en la diócesis de Cuenca, donde permaneció año y medio antes de volver a Alcalá para cursar cuatro años de teología. Apartado de los estudios y la docencia universitaria por su mala salud, a los veintidós años fue ordenado diácono y regresó a Villarejo para la tercera probación. Con veinticuatro años recibió la ordenación sacerdotal en el Colegio Imperial de Madrid.
Ejerció su ministerio en los colegios de Benavente y Ocaña; maestro de novicios luego en Villarejo de Fuentes, siendo rector el padre Luis de la Palma, con quien en 1603 se encargó de poner en marcha en Madrid el Noviciado de la Compañía de Jesús, patrocinado por la marquesa de Camarasa, Ana Félix de Guzmán, en cuyas honras fúnebres, en 1613, predicó Aguado.
Siendo rector del colegio de Huete, sin haber profesado aún, en 1605 hizo la profesión del cuarto voto en Madrid, en manos de Pedro de Ribadeneira. De 1606 a 1616 fue rector del noviciado de Madrid, edificado bajo su rectorado. Desempeñó a continuación cargos de gobierno en la provincia de Toledo de la Compañía, primero como secretario del provincial, siéndolo Luis de la Palma, y como provincial en dos trienios, de 1627 a 1630 y de 1643 a 1646. De sus primeros tres años de gobierno el más notable suceso fue la fundación de los Estudios Reales de Colegio Imperial de Madrid, con la dotación de veintiséis cátedras para que en ellos estudiasen los hijos de los mayorazgos y grandes del reino, que no solían acudir a las universidades, fundación que contó con el decidido apoyo de Felipe IV para acallar la oposición de las universidades, comenzando por la salmantina, que había llegado a adoptar medidas contra el colegio de los jesuitas instalado en ella en respuesta a la fundación madrileña.
En torno a 1632 entró en el círculo del conde-duque de Olivares como su confesor, sustituyendo, con un perfil más discreto, al también jesuita Hernando de Salazar, atareado en sus funciones como consejero de la Suprema Inquisición. La estrecha implicación de Salazar en los asuntos políticos, vinculándose a la política intervencionista de Olivares, se veía con recelos en Roma y había llevado a intervenir al superior general de la Compañía, Mucio Vitelleschi, que ya en 1627 exigió a Salazar que diese cuenta a cuatro hombres doctos de los asuntos políticos de los que tratase. Su apartamiento tranquilizó al nuncio, pero cuando se habló de hacerle obispo de Málaga fue el propio Aguado, como provincial, quien acudió tanto al rey como al nuncio para evitarlo y que «no se permitiese que por primera vez se diese un obispado de Europa a uno de los Nuestros». Durante once años sirvió a Olivares como su confesor y en ese tiempo se ganó también la confianza de Felipe IV que le nombró su predicador. Pero no le faltó tampoco, dentro de la propia Compañía, un contradictor a su oficio de confesor del conde-duque, el padre Pedro González Galindo, autor de un panfleto en el que le amonestaba para que se apartase de Olivares, utilizado por los opositores a la política del valido y del que corrieron copias manuscritas, alguna de ellas fechada en 1642, con el título Discurso sobre las confesiones del Conde Duque de Olivares valido de Felipe 4ª dirigido a su Confesor el P. Fco. Aguado de la Compañía de Jesús, Provincial en la de Toledo y predicador de S. M. por el P.e Pedro González Galindo su humilde hijo de la misma Compañía y Lector de Teología en los Estudios Reales del Colegio Imperial, y Calificador del Sto. Oficio.
En 1645 marchó a Roma como delegado de su provincia para participar en la Congregación General que debía designar al sucesor al frente de la Compañía de Mucio Vitelleschi, recientemente fallecido, y en ella tuvo un papel destacado. De vuelta en España, y a pesar de sus muchos años, fue designado nuevamente rector del colegio de Alcalá para un trienio, tras el cual pasó al colegio de Madrid con cargo de consultor provincial, en el que vivió ya el resto de su vida.

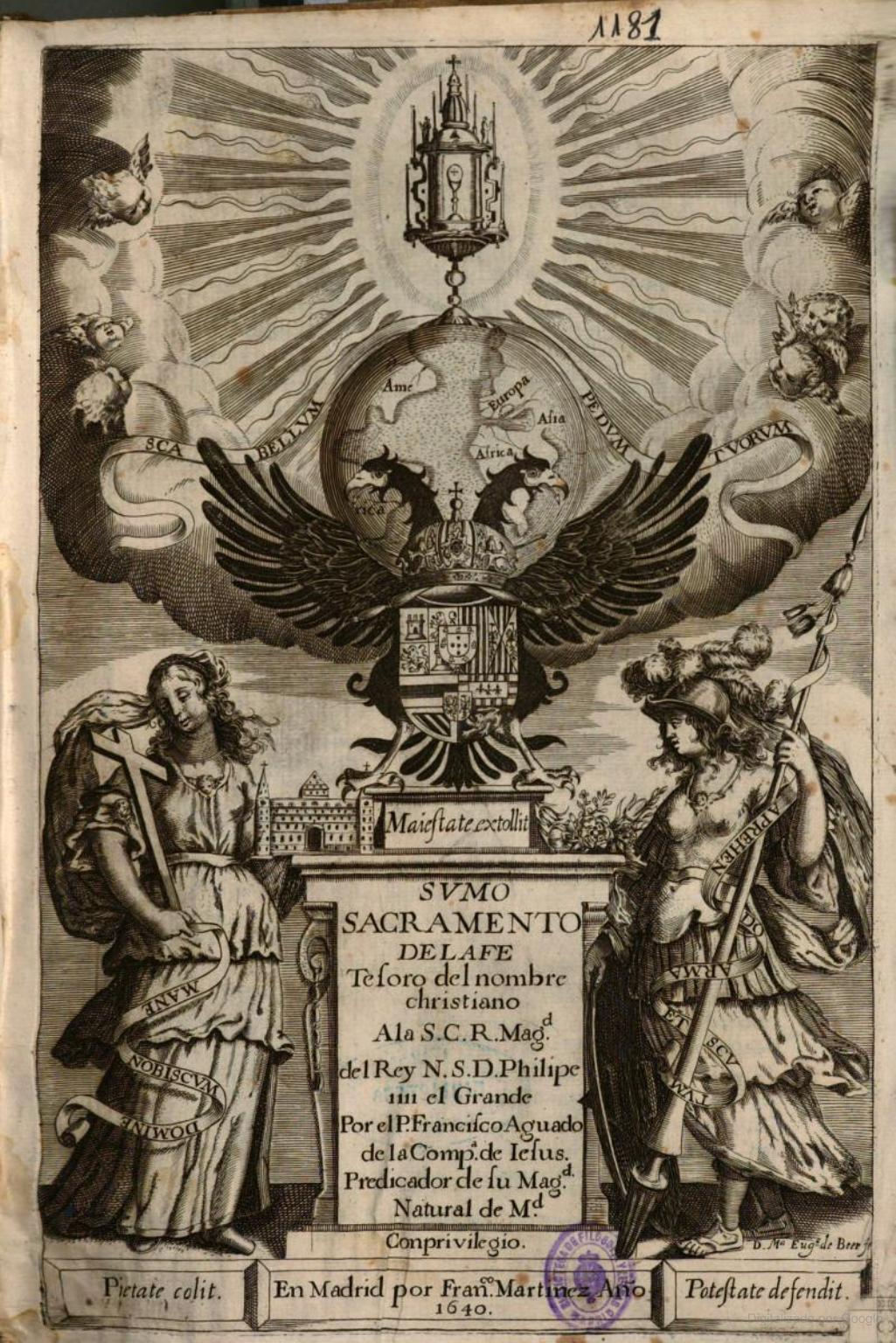
María Eugenia de Beer, frontispicio de Sumo sacramento de la fe, Madrid, por Francisco Martínez, 1640. Biblioteca de la Universidad Complutense.

## Obra
Del fruto de su trabajo como escritor ascético escribió Astrain (1916) que fue autor de una obra «bastante olvidada en nuestro días, pero que no carece de mérito científico y literario», calificando su estilo de castizo y esmaltado, pero carente de espontaneidad y falto de toda amenidad. Sus títulos:
- Tomo primero del perfecto religioso [...] dividido en tres partes; dirigido al [...] señor don Agustín Spínola, Cardenal y Arzobispo de la Santa Iglesia de Granada, en Madrid, por la viuda de Alonso Martín, 1629.
- El cristiano sabio, Madrid, por la viuda de Alonso Martín, 1635.
- Sumo sacramento de la fe. Tesoro del nombre christiano. A la S. C. R. Mag.d del Rey N. S. D. Philipe IIII el Grande, en Madrid, por Francisco Martínez, 1640.
- Carta que escrivió el reverendo padre Francisco Aguado, provincial de la Compañía de Iesús en la provincia de Toledo, a los colegios de dicha provincia, dando cuenta de la muerte del padre Luis de la Palma de la misma compañía, Madrid, 1641.
- Exhortaciones varias, en Madrid, en la imprenta de Francisco Martínez, 1641, con dedicatoria a doña Inés de Zúñiga y Velasco, esposa del conde-duque.
- Apólogos morales de San Cyrilo. Traduzidos de latín en Castellano por el padre Francisco Aguado [...] Al Excmo. Señor don Pedro López de Ayala, conde de Fuensalida, &c, en Madrid, por Francisco Martínez, 1643.
- Misterios de la fe, Madrid, por Francisco García Arroyo, 1646.
- Adviento y Quaresma, Madrid, por Domingo García y Morras, 1653.